# Le Corps des anges
 (avril 2013).
Le Corps des anges est le sixième livre de Mathieu Riboulet. Il est publié chez Gallimard en 2005.

## Résumé
Rémi et Gabriel, deux garçons que tout semble séparer. Ils se rencontrent. L'un est perdu dans son silence dans une campagne qui se désertifie. Il est à la recherche de l'ange aperçu un jour après une chute. L'autre court après la parole de ses parents disparus dans un accident et qui cherche à les entendre encore. Il sera l'ange. Deux destins qui s'épaulent le temps d'un drame comme une libération mutuelle. Vers le vide ? Vers la vie ?